# Norbert Wiener
Norbert Wiener (n. 26 noiembrie 1894, Columbia, Missouri, SUA – d. 18 martie 1964, Stockholm, Suedia) a fost un matematician american. Wiener este recunoscut ca întemeietorul ciberneticii, principiul de bază fiind descris în opera sa Cybernetics or Control and Communication in the Animal and the Machine (1948).

## Biografie

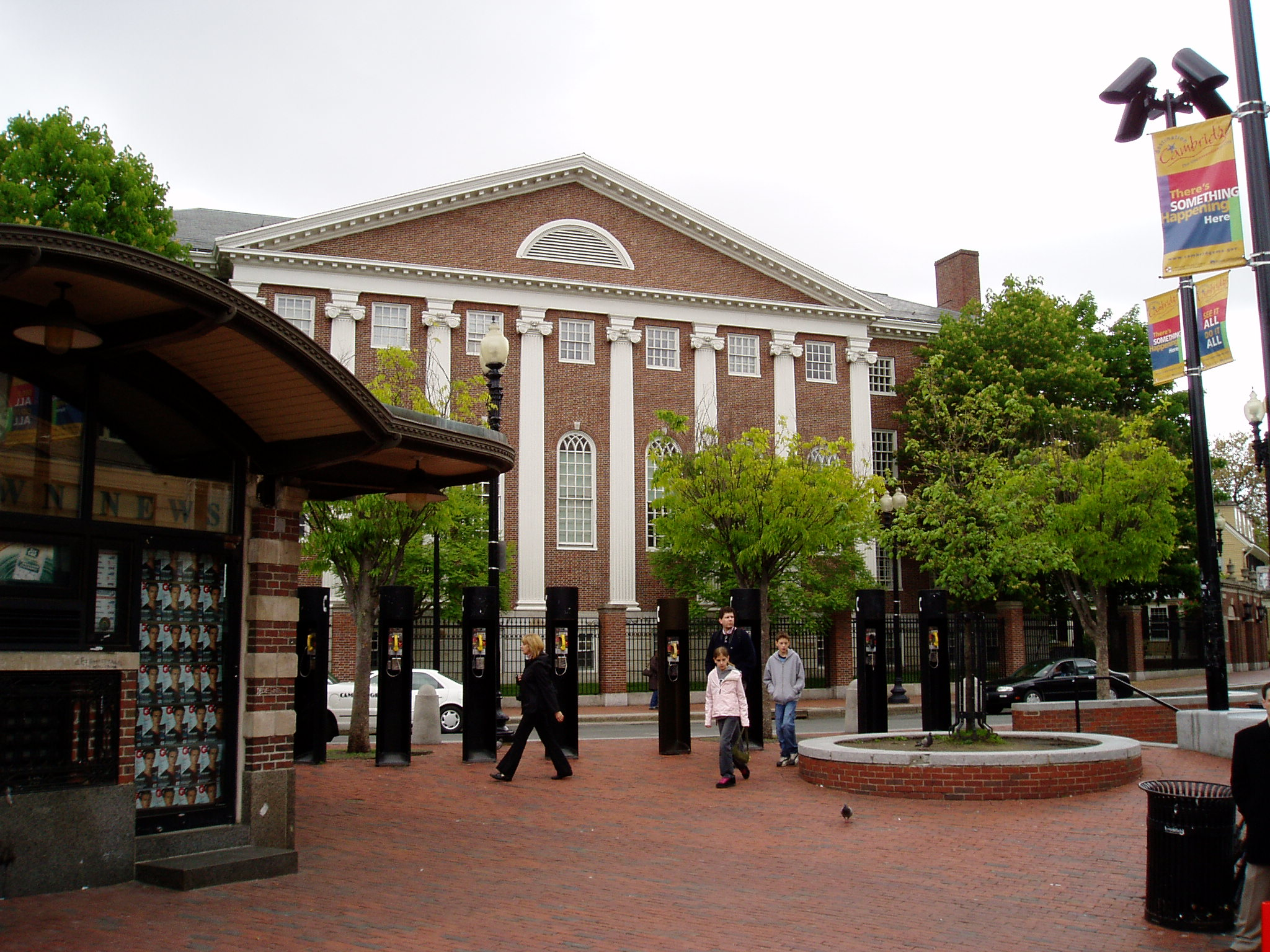
Cambridge, Massachusetts, Universitatea Harvard, Harvard Square

Norbert s-a născut în Columbia, fiind fiul lui Leo și Bertha Wiener. Tatăl lui era profesor de limbi slave la Universitatea Harvard. Fiind considerat ca un copil minune, Norbert Wiener a fost crescut acasă, fiind interesat din copilărie de limbi străine.
Pe lângă aceste preocupări lingvistice, avea și talente tehnice. În anul 1903 începe școala superioară Ayer High School pe care o va absolvit în 1906. În septembrie 1906, la vârsta de 11 ani începe să studieze matematica la colegiul Tufts College, pe care îl termină în 1909. În același an începe să studieze zoologia la Harvard, dar apoi schimbă obiectul și locul de studiu pentru ca în 1910 să studieze filozofia la Cornell University. Se va reîntoarce la Harvard unde încheie studiile cu o disertație despre logica matematică.

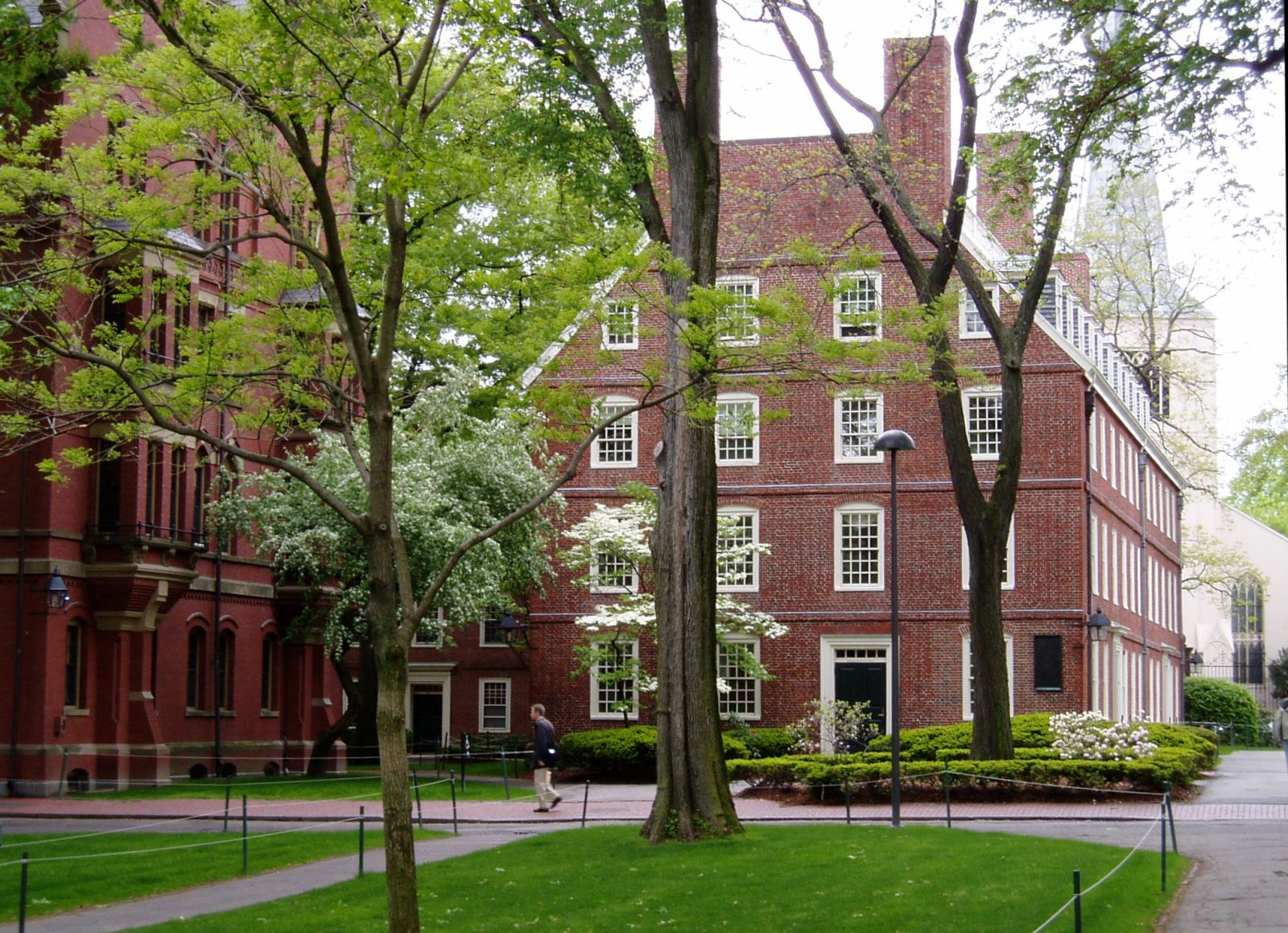
Universitatea Havard, Old Hall

După Harvard urmează o perioadă de audieri și studii, participând la cursurile lui Bertrand Russell și Godfrey Harold Hardy la Cambridge, Anglia. În anul 1914 se găsește la Göttingen urmând cursurile lui David Hilbert și Edmund Landau, fiind puternic influențat de ideile lui Max Born și Werner Heisenberg.
Între anii 1915 - 1916 predă filozofie la Harvard, lucrează pentru firma americană General Electric și contribuie la întregirea enciclopediei "Encyclopedia Americana". Mai târziu, face studii de balistică în domeniul militar la Aberdeen Proving Ground, Maryland, unde rămâne până la sfârșitul războiului. După primul război mondial urmează o perioadă când predă matematica la Massachusetts Institute of Technology (arhicunoscut sub acronimul MIT) din aceeași localitate Cambridge, Massachusetts, sediul a două prestigioase instituții de învățământ superior, Harvard University și MIT.

## Massachusetts Institute of Technology
În timpul activității sale la MIT mulțumită talentului său de a învăța limbi străine (vorbea curent 10 limbi) poate să țină contacte și să călătorească prin SUA, Mexic, Europa și Asia. În anul 1926 se căsătorește cu Margaret Engemann, și obține bursa „Guggenheim” în Europa. În această perioadă cel mai mult timp este în Göttingen Germania și Cambridge.
Wiener s-a ocupat printre altele cu „mișcarea moleculară browniană”, integrala Fourier, analiza armonică, problema de calcul diferențial a lui Dirichlet și teoremele Tauber. Activatea lui depășește cadrul matematicii aplicative. Astfel caută să rezolve probleme apărute din cadrul fiziologiei, neurofiziologiei și geneticii, primește în 1933 premiul Bocher.

## Calculatoare
Numele lui Wiener apare frecvent și în context cu dezvoltarea calculatoarelor, unde are contribuții importante. În 1940 găsește o soluție pentru rezolvarea parțială a ecuațiilor diferențiale. Cu toate contribuțiile lui deosebit de importante Wiener rămâne un om modest.

## Cibernetică
Preocuparea lui din timpul celui de al doilea război mondial. de a dirija tirul artileriei, a determinat pe Wiener de a dezvolta sistemul de comunicare și transmisie spre cibernetică.
Astfel a avut loc nașterea ciberneticii în anul 1943, iar în anul 1947 ajunge Wiener la o convenție cu alți oamenii de știință de a folosi termenul de „cibernetică”. Fiind un termen care cuprinde reglarea și legarea sistemelor din domeniul mecanicii statice, tehnicii și cu sisteme din lumea organismelor vii.
Cartea lui Wiener „Cybernetics or Control and Communication in the Animal and the Machine“ apare în anul 1948 aproape simultan în Paris și New York.
El era optimist cu noile posibilități tehnice de dirijare și realizare a protezelor ca articulații pentru membre și a înlocuitorilor organelor de simț.

## Filozofie
Wiener s-a străduit să lege cibernetica de disciplinele științifice și mai ales de filozofie, fiind influențat în același timp de Baruch Spinoza și Gottfried Wilhelm von Leibniz. În opera sa „The Human Use of Human Beings - Cybernetics and Society” critică starea societății americane și poziția cercurilor de influență.

## Opere
- 1948 - Cybernetics Or Control and Communication in the Animal and the Machine, MIT Press
- 1950 - The Human Use of Human Beings - Cybernetics and Society, The Riverside Press
- 1953 - Ex-Prodigy: My Childhood and Youth, MIT Press
- 1956 - I am a Mathematician
- 1958 - Nonlinear Problems in Random Theory
- 1964 - God & Golem, Inc.: A Comment on Certain Points Where Cybernetics Impinges on Religion
- 1993 - Invention: The Care and Feeding of Ideas, MIT Press